# アンフィロジーノ・グアリージ
アンフィロジーノ・グアリージ（Anfilogino Guarisi、1905年12月26日 - 1974年6月8日）は、ブラジル・サンパウロ出身のサッカー選手。ブラジルでは愛称のフィロー (Filó) の名で知られる。

## 経歴
1922年に父マヌエル・アウグスト・マルケスが会長を務めていたポルトゥゲーザでキャリアをスタートさせる。1925年にパウリスターノへと移籍し、伝説的名手アルツール・フリーデンライヒとともにプレイした。同年にはヨーロッパでフランスと親善試合を行ない、パウリスターノが7-2で勝利して彼もゴールを挙げた。
1925年12月26日のパラグアイ代表戦でブラジル代表として初出場。この試合にブラジルは5-1で勝ち、フィローも1ゴールを挙げた。
パウリスターノでは1926年（16ゴールで得点王）、1927年、1929年のLFA主催サンパウロ州選手権に優勝した。また、彼は1929年にコリンチャンスでAPEA主催サンパウロ州選手権にも優勝した（当時、サンパウロ州には2つのリーグが並存した）。コリンチャンスでは1930年にもサンパウロ州選手権で優勝した。
1930年ワールドカップのブラジル代表は、リオデジャネイロとサンパウロの各サッカー連盟の間の深刻な不和が原因でリオデジャネイロの選手だけがメンバーに選ばれた。フィローやフリーデンライヒ、その他にもフェイチソのようなサンパウロの好選手たちは選ばれず、サンパウロからはサントスFCと訴訟中のアラケンただ一人が選ばれた。
1931年、イタリアのラツィオへと移籍。1934年、母がイタリア人である彼はイタリア国籍を取得し、イタリアで開催された1934年ワールドカップのイタリア代表メンバーに選ばれた。出場はアメリカ合衆国戦の1試合だけだったが、彼はワールドカップで優勝した最初のブラジル人選手になった。
1937年にコリンチャンスに戻り、同年のサンパウロ州選手権に優勝した。1940年にはイタリア系移民のチームであるパレストラ・イタリア（現SEパルメイラス）で、彼にとって最後となるサンパウロ州選手権のタイトルを獲得した。